# Rejchlův dům
Rejchlův dům je městský činžovní dům zbudovaný v roce 1913 (1909–10) podle návrhu architekta Bohumila Waiganta. Dům se nachází na třídě Československé armády (čp. 543) v Hradci Králové, na rozhraní městské památkové rezervace a městské památkové zóny. V domě po jistou dobu bydlel architekt Václav Rejchl st. a přízemí objektu využíval jako kanceláře své stavební firmy.

## Historie
Není zcela zřejmé, zda byl dům zbudován přímo pro Václava Rejchla st. a jeho rodinu. Vlastníkem parcely a investorem stavby byl královéhradecký stavitel Josef Jihlavec, jenž vlastnil i sousední parcelu čp. 556, na které později nechal vybudovat činžovní dům. Přestože autorem architektonických koncepcí obou návrhů byl architekt Bohumil Waigant, domy se vizuálně výrazně liší. Existuje dokonce domněnka, že Bohumil Waigant pro dům na parcele čp. 543 pouze upravil návrh Václava Rejchla st. Jiné zdroje naopak uvádějí, že podle historické stavební dokumentace dům přímo pro architekta Václava Rejchla st. vybudován nebyl a ten ho začal využívat až později. Do návrhu fasády pravděpodobně vstupoval také stavitel a investor domu Josef Jihlavec. Jednotné není ani datum vzniku budovy: může se jednat o období 1909–10, ale také o rok 1913.
V závěru 20. let 20. století byl dům doplněn o interiérové vybavení dvou přízemních místností. Jeho autorem sám byl architekt Bohumil Waigant. Místnosti v té době využíval Národní klub a důraz byl kladen na dojem noblesy (dřevěné obložení, stropní štukatura, osvětlení stylizované do tvarů voskových svící...). Interiéry těchto místností se nicméně do současnosti nedochovaly. Objekt byl zapsán do seznamu kulturních památek v roce 1981. V roce 2007 pak prošel rekonstrukcí fasád.

## Architektura

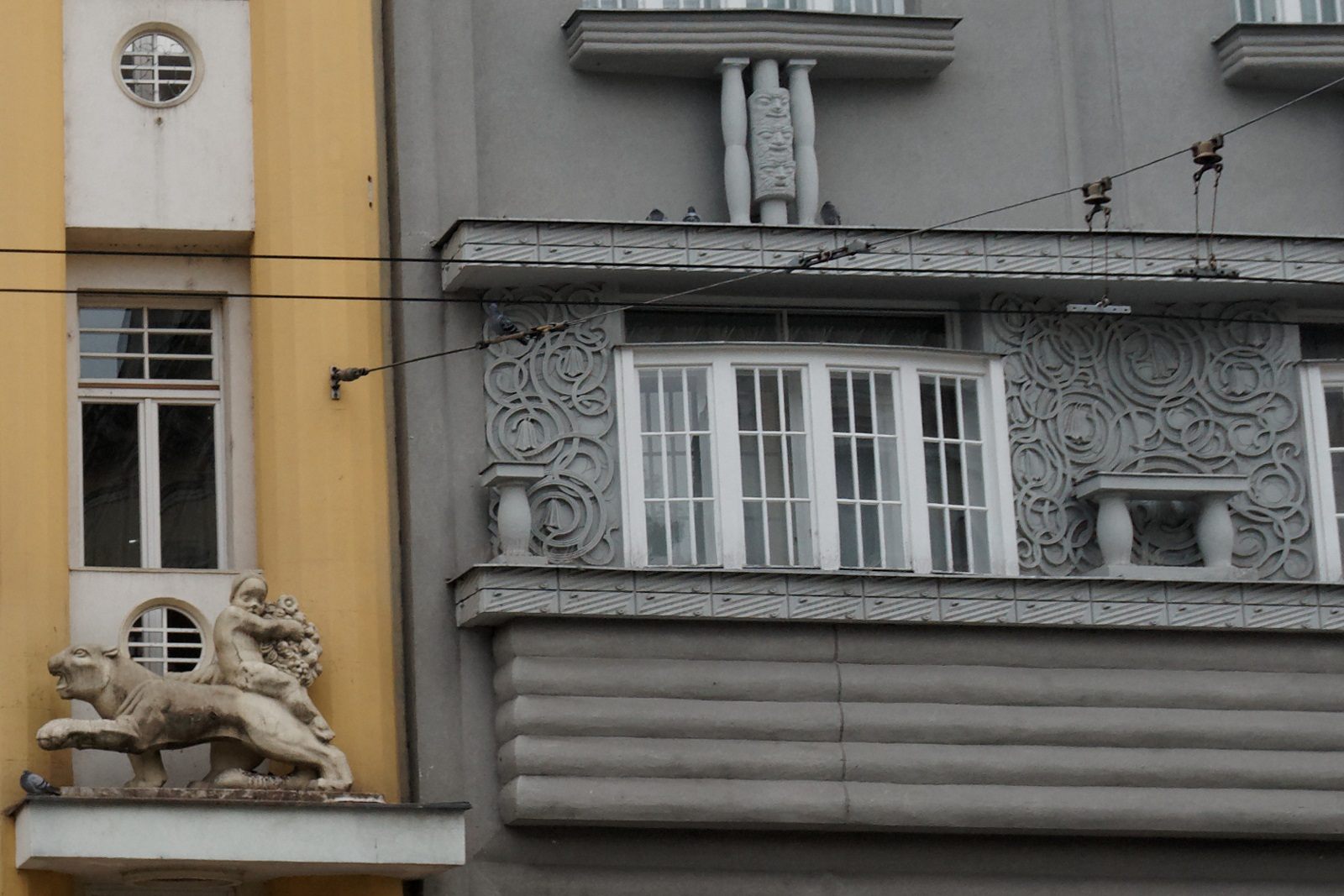
Detail fasády: spirální ornamentika, kuželky a sloupky s maskarony

Dům je dvoupatrový, zcela podsklepený, a stojí na obdélníkovém půdorysu. Hlavní průčelí orientované do ulice Československé armády je symetrické, trojosé, v přízemí pětiosé. Všechna okna jsou členěna na drobné obdélníkové segmenty. Vchod je v přízemí umístěn asymetricky zcela vlevo, na pravé straně je symetrie pouze imitována nikou, ve které je umístěno poslední okno. V prvním patře má budova vodorovně kanelovaný výrazný parapet, okna nad ním jsou mírně vypouklá ven, prostory mezi nimi jsou zdobeny bohatou spirální ornamentikou a před nimi jsou předsazeny nízké kuželky. Fasáda druhého patra má naopak plochy mírně prohnuté dovnitř, parapetní římsy oken jsou v kontrastu vypouklé ven a podepřené sadami sloupků, z nichž prostřední nesou maskarony. Ty zřejmě odkazují na tehdy populární afroasijské umění. Korunní římsa domu je mohutně vysazena před fasádu.